# Ca' da Mosto
Ca' da Mosto es un palacio histórico italiano, uno de los más antiguos de Venecia, situado en el sestiere de Cannaregio, con fachada al Gran Canal en las proximidades del Puente de Rialto. Reconstruido en numerosas ocasiones y aumentado en altura, su fachada cuenta con algunos elementos constructivos típicos del estilo véneto-bizantino.

## Historia
La construcción del edificio se inició en el siglo XIII, cuando la familia da Mosto ingresó en el patriciado veneciano, si bien se han encontrado en el portal a nivel del agua elementos que podrían ser de época anterior. En este palacio nació y posiblemente murió el conocido explorador Alvise Cadamosto que, de 1454 a 1462, estuvo en Portugal al servicio del infante Enrique el Navegante. Desde el siglo XVII, con la extinción de la familia da Mosto, la propiedad pasa por diferentes manos. En 1661 Zuane Giarin la alquiló para instalar la sede del "Leon Bianco", uno de los más famosos albergues de Venecia, que alojó a importantes personajes de la época, como el emperador José II del Sacro Imperio Romano Germánico o el zar Pablo I de Rusia. Con el tiempo, debido a las nuevas necesidades de sus propietarios se añadieron dos nuevas alturas a su estructura, la tercera en el siglo XVII y la cuarta en el siglo VXIII.

## Descripción
Ca' da Mosto constituye un buen conservado ejemplo de la casa-albergue veneciana y de la arquitectura veneto-bizantina que se desarrolló en la ciudad bajo el estilo oriental. En origen, la fachada se desarrollaba en dos alturas flanqueada por dos torres, llamadas "torreselle", que se derribaron al añadir la tercera planta. El portal a ras de suelo, situado en el "campiello del Leon Bianco" se comunica con el portal a ras del agua del Gran canal o "curia", donde se descargaban las mercancías de los barcos. Este se caracteriza por la sucesión de tres arcos de medio punto irregulares a la izquierda del eje y una polífora de seis aberturas, a modo de loggia, con el mismo tipo de arco, centrada en la fachada en el piso principal. La loggia estaba compuesta originariamente por siete arcos apuntados con intradós doblado (muestra de la influencia del periodo gótico), pero  actualmente cuenta solo con seis, ya que una de las ventanas se cegó. A ambos lados se sitúan dos monóforas con columnas, cuyos capiteles se inspiran en el estilo bizantino.
Esta fachada principal posee una interesante decoración marmórea con frisos y bajorrelieves zoomorfos bizantinos. Con el tiempo, la decoración se fue modificando, coincidiendo con el añadido en altura, cuya segunda planta noble se caracteriza por una sencilla serliana a la que acompañan monóforas sin un particular interés decorativo. La fachada posterior, mucho más sencilla, frente a una pequeña explanada, presenta una triple ventana central, un gran portalón a nivel del suelo y una escalinata de acceso a la planta noble.